# مهران (فرمانده پیروز یکم)
مهران (پارسی میانه: Mihran) یکی از فرماندهان نظامی ایرانی در زمان شاهنشاه پیروز یکم ساسانی (حک. ۴۸۴–۴۵۹) بود. او احتمالاً پدر شاپور مهران بود و به گفته منابع ارمنی این پدر و پسر از نزدیک‌ترین معتمدین شاهنشاه بودند. او در سال ۴۸۱–۴۸۲ برای سرکوب شورش واهان مامیکونیان به ارمنستان فرستاده شد. او احتمالاً به ایران فراخوانده شد و در نبرد هرات با هپتالیان نیز شرکت کرد.